# Makkhali Gosala
Makkhali Gosala (fl. VI secolo a.C.) è stato un asceta o shramana, un Maestro Spirituale dell'India antica, spesso identificato come fondatore del movimento spirituale Ājīvika.
Fu contemporaneo di Siddhartha Gautama, il fondatore del Buddismo e del Mahavira, l'ultimo e 24° Tirthankara dello Gianismo.

## Fonti

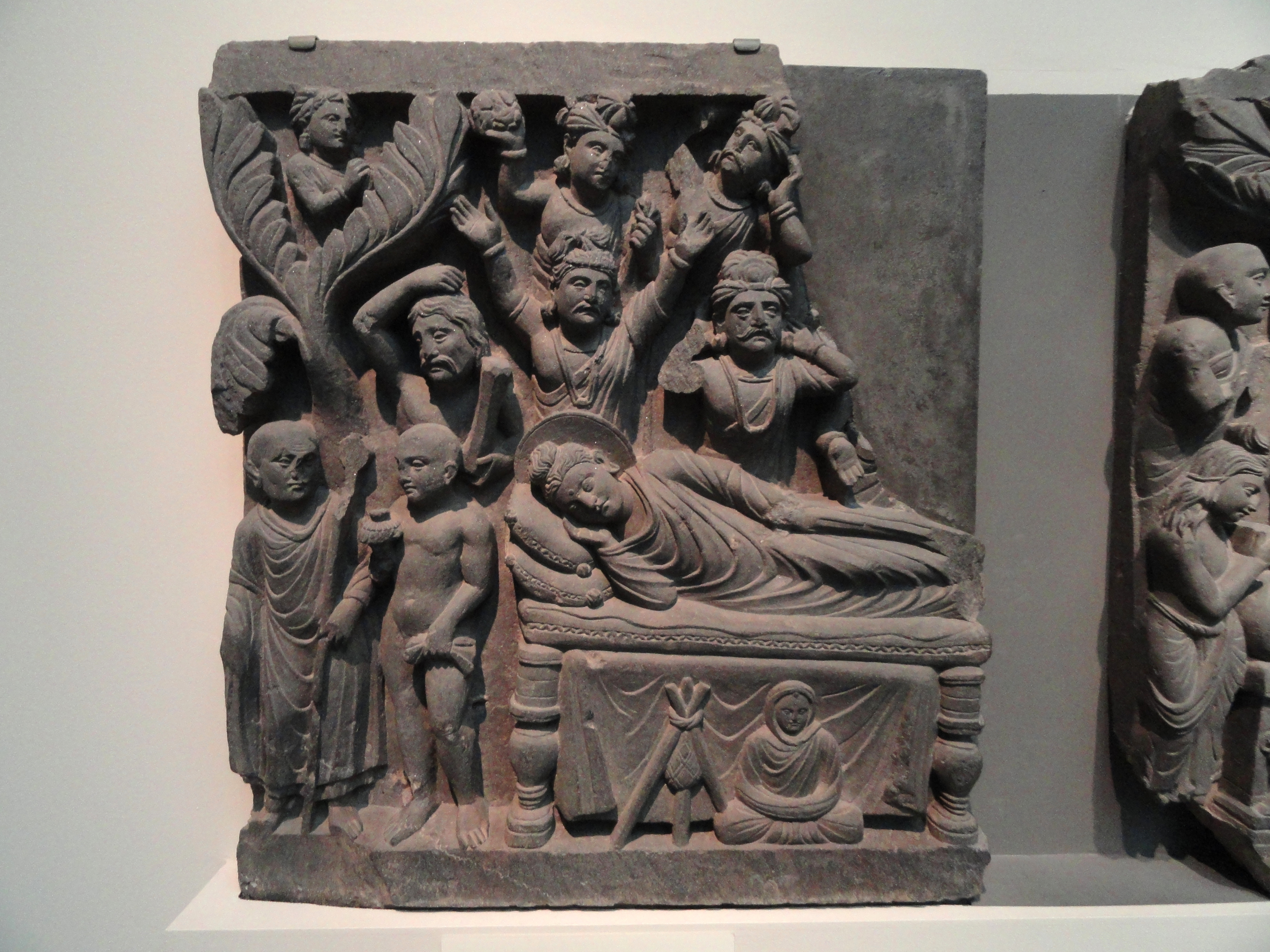
Quattro scene della vita del Buddha

Sono scarsi i dettagli sulla vita Gosala. Tutte le informazioni disponibili su di lui e sul suo movimento proviene generalmente da fonti Buddiste e Giainiste. Si dice che nel momento in cui Gosala iniziò a diffondere i suoi insegnamenti venne riconosciuto come rivale sia dei leader Buddisti che Giainisti, ma tale informazione viene considerata, dalla maggior parte degli studiosi, come apertamente influenzata da ostilità settarie.
Vi sono due fonti principali che descrivono la vita Gosala ed il suo insegnamento: Il Sutra Bhagavati e il Buddhaghosa, un commento sul Sutta buddista del Sammannaphala Il Sutra Bhagavati entra nei dettagli della vita di Makkhali Gosala e del suo rapporto con Mahavira; il Sammannaphala Sutra menziona Makkhali di passaggio come uno dei sei principali maestri di filosofia contemporanei al Buddha, e il Commentario Buddhaghosa fornisce ulteriori dettagli sulla sua vita storica e didattica.

## Infanzia, adolescenza, giovinezza
Secondo il Sutra Bhagavati, Gosala nacque nella stalla di un bramino di nome Gobahula, considerato un Kosalan deterministico, nel villaggio di Saravana, un nome che significa "boschetto di canne". Questo può indicare il motivo per cui i seguaci di Gosala affermavano che il loro leader fosse nato o trovato in un cespuglio di canne, come è avvenuto per un certo numero di divinità della mitologia indiana, poi tale connessione venne distorta e dimenticata. Il nome di sua madre è 'Bhadda', un nome usato in molte fonti giainiste per indicare personaggi mitologici nati da madri il cui nomi è sconosciuto, mentre il nome di suo padre è Mankhali. Si diceva che il padre di Gosala fosse un mankha, un oscuro asceta impegnato a realizzare l'immagine del divino attraverso l'uso di canti religiosi.
Il nome 'Gosala' significa letteralmente 'stalla', e sia il Sutra Bhagavati che il Buddhaghosa Gosala affermano che venne così chiamato perché nato in una stalla, dato che i suoi genitori non riuscirono a trovare un alloggio più adatto nel villaggio di Saravana. I racconti del Sutra Bhagavati Gosala afferma cha ha continuato a seguire la professione del padre, diventando un mankha. Nel frattempo, Buddhaghosa sostiene che Gosalaa fosse nato in schiavitù, diventando un asceta nudo dopo essere fuggito dal suo padrone irato, che riuscì ad afferrare un lembo del suo vestito e spogliandolo mentre fuggiva. Anche se a grandi linee la storia della nascita di Gosala e dei suoi primi anni di vita sono corrette, è nato nella povertà di una stalla, può essere ugualmente probabile che queste versioni siano state inventate da seguaci Buddisti e Giainisti per gettare discredito su di potenziare rivale.

## Makkhali Gosala e Mahavira
Il Sutra Bhagavati afferma che Gosala divenne discepolo di Mahavira tre anni dopo l'inizio del periodo di ascetismo di Mahavira, e viaggiò con lui per i successivi sei. Un commento al Sutra giainista dell'Avasyaka fornisce i dettagli di questi sei anni di collaborazione, molti dei quali spesi nelle critiche a Gosala, un altro indizio di probabile parzialità confessionale. Nel corso della narrazione Mahavira fa delle previsioni su imprevisti che si avverano, nonostante i ripetuti sforzi e tentativi da parte di Gosala per evitarli. Questi episodi sono stati probabilmente inclusi nella narrazione per fornire una motivazione alla fede di Gosala sull'ineluttabilità del destino. Si presume che alcuni di questi incidenti sono stati inventati da cronisti Giainisti.

## Fine della collaborazione tra Gosala e Mahavira
Un altro eventuale adattamento di una storia su Ajivika si trova nel motivo per cui Mahavira e Gosala posero fine alla loro collaborazione così come descritto nel Sutra Bhagavati. Osservando una pianta posta sul ciglio di una strada, Gosala chiese a Mahavira quale sarebbe stato il suo destino e dei suoi semi. Mahavira dichiarò che la pianta sarebbe cresciuta bene e che i baccelli si sarebbero trasformi in nuovi virgulti. Determinato a sventare la previsione del suo Maestro, Gosala durante la notte ritornò nel luogo in cui trovarono la pianta e la sradicò. Più tardi, un improvviso acquazzone causò la rinascita della pianta. Quando si gli si avvicinò in un secondo momento, Gosala affermò che Mahavira avrebbe verificato che la sua profezia non si sarebbe realizzata. Invece la pianta venne trovata e i suoi semi si erano sviluppati esattamente come aveva previsto Mahavira. Gosala fu così impressionato dalla rinascita della pianta che si convinse che tutti gli esseri viventi erano in grado di analoghe rinascite. Mahavira era in disaccordo con questa tesi, e questo sembra essere stata la causa della separazione tra i due asceti. Mahavira è, tuttavia, in seguito descritto come colui che salvò Gosala da un attacco lanciato con poteri magici da un rinunciante infuriato che li acquisì attraverso una pratica di austerità, questo episodio fu sufficiente per motivare Gosala al perseguimento dello stesso tipo di poteri magici.